# Лемма Нётер о нормализации
Лемма Нётер о нормализации — результат коммутативной алгебры играющий важную роль в основаниях алгебраической геометрии.
Доказанa Эмми Нётер в 1926 году.
Эта лемма используется в доказательстве теоремы Гильберта о нулях.
Также она является важным инструментом изучения размерности Крулля.

## Формулировка
Для любого поля k и любой конечно порожденной коммутативной k -алгебры A существует неотрицательное целое число d и алгебраически независимые элементы y 1, y 2, ..., y d в A такие, что A конечно порожденный модуль над кольцом многочленов S = k[ y 1, y 2, ..., y d ].

### Замечания
- Целое число d определяется однозначно; это размерность Крулля кольца A.
  - В случае если A является областью целостности, то d также является степенью трансцендентности поля частных A над k.

## Геометрическая интерпретация
За S  можно взять координатное кольцо d-мерного аффинного пространства {\displaystyle \mathbb {A} _{k}^{d}}, а за  A — координатное кольцо некоторого другого d -мерного аффинного многообразия X.
Тогда отображение включения {\displaystyle S\to A} индуцирует сюръективный конечный морфизм аффинных многообразий {\displaystyle X\to \mathbb {A} _{k}^{d}}.
Вывод состоит в том, что любое аффинное многообразие является разветвленным накрытием аффинного пространства.
Если поле k бесконечно, то такое разветвленное накрытие можно построить, взяв проекцию общего положения из аффинного пространства, содержащего X, на d-мерное подпространство.